# Лароуз (Луїзіана)
Лароуз (англ. Larose) — переписна місцевість (CDP) в США, в окрузі Лафурш штату Луїзіана. Населення — 6763 особи (2020).

## Географія
Лароуз розташований за координатами 29°33′55″ пн. ш. 90°22′34″ зх. д. / 29.56528° пн. ш. 90.37611° зх. д. (29.565196, -90.376167).  За даними Бюро перепису населення США в 2010 році переписна місцевість мала площу 28,92 км², з яких 28,14 км² — суходіл та 0,78 км² — водойми.

## Демографія
Згідно з переписом 2010 року, у переписній місцевості мешкало 7400 осіб у 2637 домогосподарствах у складі 1990 родин. Густота населення становила 256 осіб/км².  Було 2834 помешкання (98/км²).
Расовий склад населення:
| - 82,8 % — білих - 5,0 % — чорних або афроамериканців - 3,8 % — корінних американців - 2,1 % — азіатів - 4,3 % — осіб інших рас |

До двох чи більше рас належало 1,9 %. Частка іспаномовних становила 7,7 % від усіх жителів.
За віковим діапазоном населення розподілялося таким чином: 24,5 % — особи молодші 18 років, 61,4 % — особи у віці 18—64 років, 14,1 % — особи у віці 65 років та старші. Медіана віку мешканця становила 38,2 року. На 100 осіб жіночої статі у переписній місцевості припадало 99,4 чоловіків;  на 100 жінок у віці від 18 років та старших — 97,8 чоловіків також старших 18 років.
Середній дохід на одне домашнє господарство  становив 59 324 долари США (медіана — 46 555), а середній дохід на одну сім'ю — 69 821 долар (медіана — 54 764). Медіана доходів становила 51 417 доларів для чоловіків та 26 317 доларів для жінок. За межею бідності перебувало 16,0 % осіб, у тому числі 20,4 % дітей у віці до 18 років та 10,3 % осіб у віці 65 років та старших.
Цивільне працевлаштоване населення становило 3035 осіб. Основні галузі зайнятості: освіта, охорона здоров'я та соціальна допомога — 16,1 %, сільське господарство, лісництво, риболовля — 16,1 %, транспорт — 9,9 %, виробництво — 9,9 %.